# Pink Punch
Pink Punch es el primer EP coreano del grupo femenino de Corea del Sur Rocket Punch. Fue lanzado el 7 de agosto de 2019 por Woollim Entertainment. El miniálbum contiene seis pistas, incluido su sencillo principal titulado «Bim Bam Bum».

## Antecedentes y lanzamiento
El 22 de julio de 2019, la compañía discográfica surcoreana Woollim Entertainment anunció a través de sus redes sociales oficiales que debutaría a su nuevo grupo femenino llamado Rocket Punch, mediante el lanzamiento de su primer miniálbum.
Las imágenes conceptuales con cada una de las miembros se lanzaron el 31 de julio de 2019. Luego se confirmó que el álbum contendría seis pistas, incluido el sencillo principal que llevaría por nombre «Bim Bam Bum». El avance del vídeo musical de su sencillo se lanzó el 4 de agosto, mientras que el vídeo musical completo fue publicado el 7 de agosto, junto con el lanzamiento de su EP titulado Pink Punch.

## Promoción
Rocket Punch realizó una presentación en vivo en el Blue Square YES24 Live Hall el 7 de agosto de 2019, donde interpretaron «Bim Bam Bum» junto con las canciones «Lucid Dream» y «Love is Over».
El grupo comenzó a promocionar el sencillo principal «Bim Bam Bum» el 8 de agosto. Primero interpretaron el sencillo principal en el programa M! Countdown de Mnet, seguido de presentaciones en Music Bank de KBS, Show! Music Core e Inkigayo de SBS. Después de finalizar las promociones de «Bim Bam Bum», el grupo continuó promocionando a través de las actuaciones de la canción secundaria del álbum, «Love Is Over», en programas de música de Corea del Sur.

## Lista de canciones
| CD / Descarga digital |                            |                           |                                                    |                         |          |  |
| N.º                   | Título                     | Letras                    | Música                                             | Arreglo                 | Duración |  |
| 1.                    | «Pink Punch»               |                           | Iggy (Oreo), Yongbae                               | Iggy (Oreo), Yongbae    | 1:00     |  |
| 2.                    | «Bim Bam Bum (빔밤붐)»     | Iggy (Oreo), Yongbae      | Iggy (Oreo), Yongbae                               | Iggy (Oreo), Yongbae    | 3:16     |  |
| 3.                    | «Love Is Over»             | Jarry Potter (Yummy Tone) | Big Sancho (Yummy Tone), Jarry Potter (Yummy Tone) | Big Sancho (Yummy Tone) | 3:28     |  |
| 4.                    | «Lucid Dream»              | Code 9                    | Code 9                                             | Code 9                  | 4:03     |  |
| 5.                    | «Favorite (특이점)»        | danke, Stardust           | Stardust                                           | Stardust                | 3:15     |  |
| 6.                    | «Do Something (선을 넘어)» | Code 9                    | Code 9                                             | Code 9                  | 3:06     |  |
| 18:12                 |                            |                           |                                                    |                         |          |  |

## Posicionamiento en listas
| Listas (2019)                    | Posición más alta |
| -------------------------------- | ----------------- |
| Corea del Sur (Gaon Album Chart) | 6                 |

## Historial de lanzamiento
| País          | Fecha               | Formato                         | Discográfica                   |
| ------------- | ------------------- | ------------------------------- | ------------------------------ |
| Corea del Sur | 7 de agosto de 2019 | CD, descarga digital, streaming | Woollim Entertainment, Kakao M |